# Palais Adria
Le Palais Adria (Palác Adria) est un monument de style cubiste situé dans la Nouvelle ville de Prague, en face du palais ARA. 

## Histoire
De style rondocubiste (ou cubisme tchécoslovaque), le « palais » est construit entre 1923 et 1924 pour la compagnie d’assurance italienne Riunione Adriatica di Sicurtà sur des plans de l'architecte Pavel Janák. Le nom Adria est un diminutif de Adriatica. Le palais est l'un des très rares représentants de ce style. Les décors sculptés du palais sont dus à Otto Gutfreund, Jan Štursa, František Anýž, Karel Dvořák et Bohumil Kafka. En 1926, lors d'une conférence à Prague, Le Corbusier voit dans le Palais Adria « une construction massive de caractère assyrien ».

## Reconstruction en 1958-1959
La reconstruction pour le théâtre a été réalisée par les architectes František Cubr, Josef Hrubý et Zdeněk Pokorný. 

## Fonctions
- Café Reunione.
- Magasins de produits textiles, à partir de 1922 (Josef Barhoň).
- Institut tchécoslovaque du film (1946-90), puis Institut tchèque du film (1990-1992).
- Ciné-club, depuis 1957.
- Institut de la cosmétique médicale (1959-1996).
- Laterna magika, siège de l'ancienne scène de théâtre expérimental du Théâtre national.
- Théâtre derrière la porte (1965-1972), Théâtre derrière la porte II (1990-94) Otomar Krejča.
- Le Forum civique, basé ici en 1989.
- Divadlo Bez zábradlí.

## Galerie

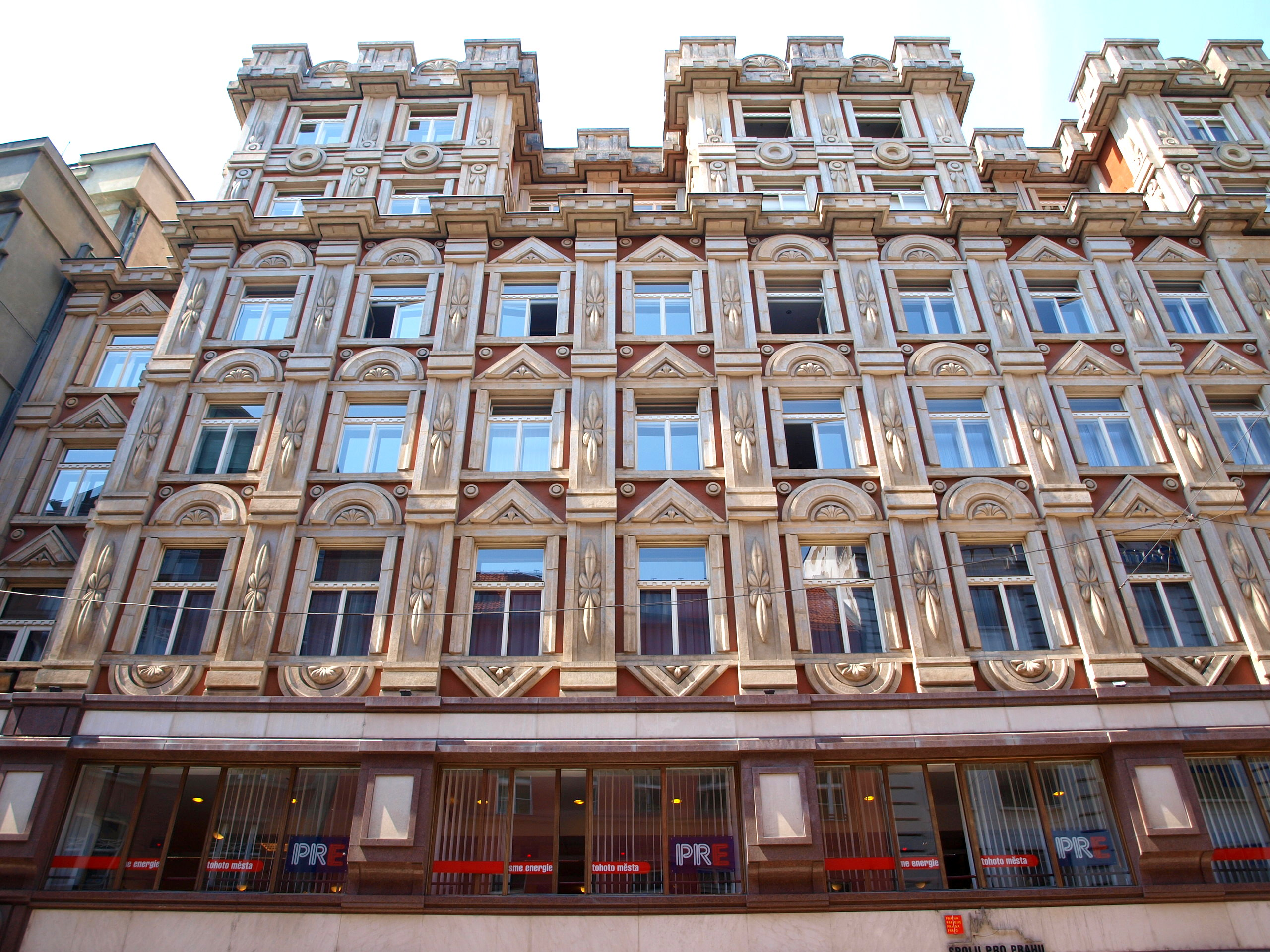
Palais Adria.
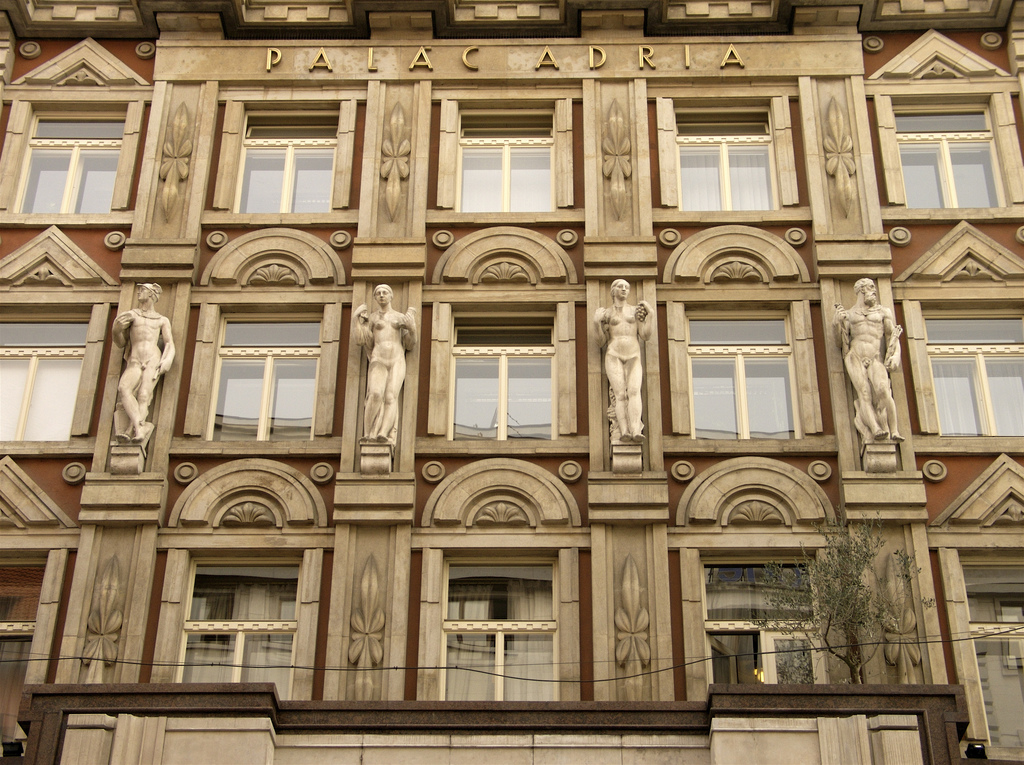
Palais Adria, détail.
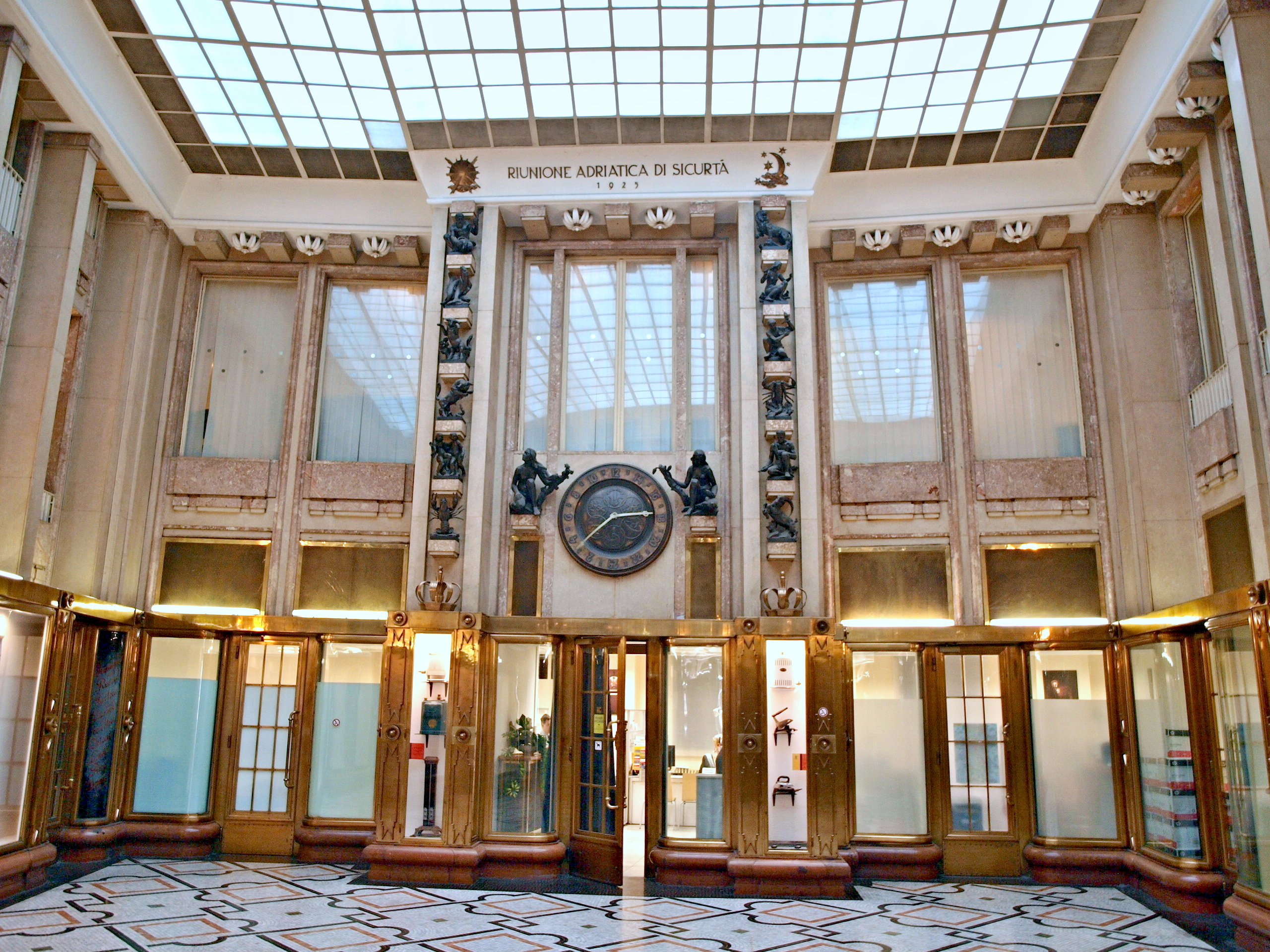
Siège de la compagnie d'assurances italienne Riunione Adriatica di Sicurtà à Prague, qui a donné son nom au palais.
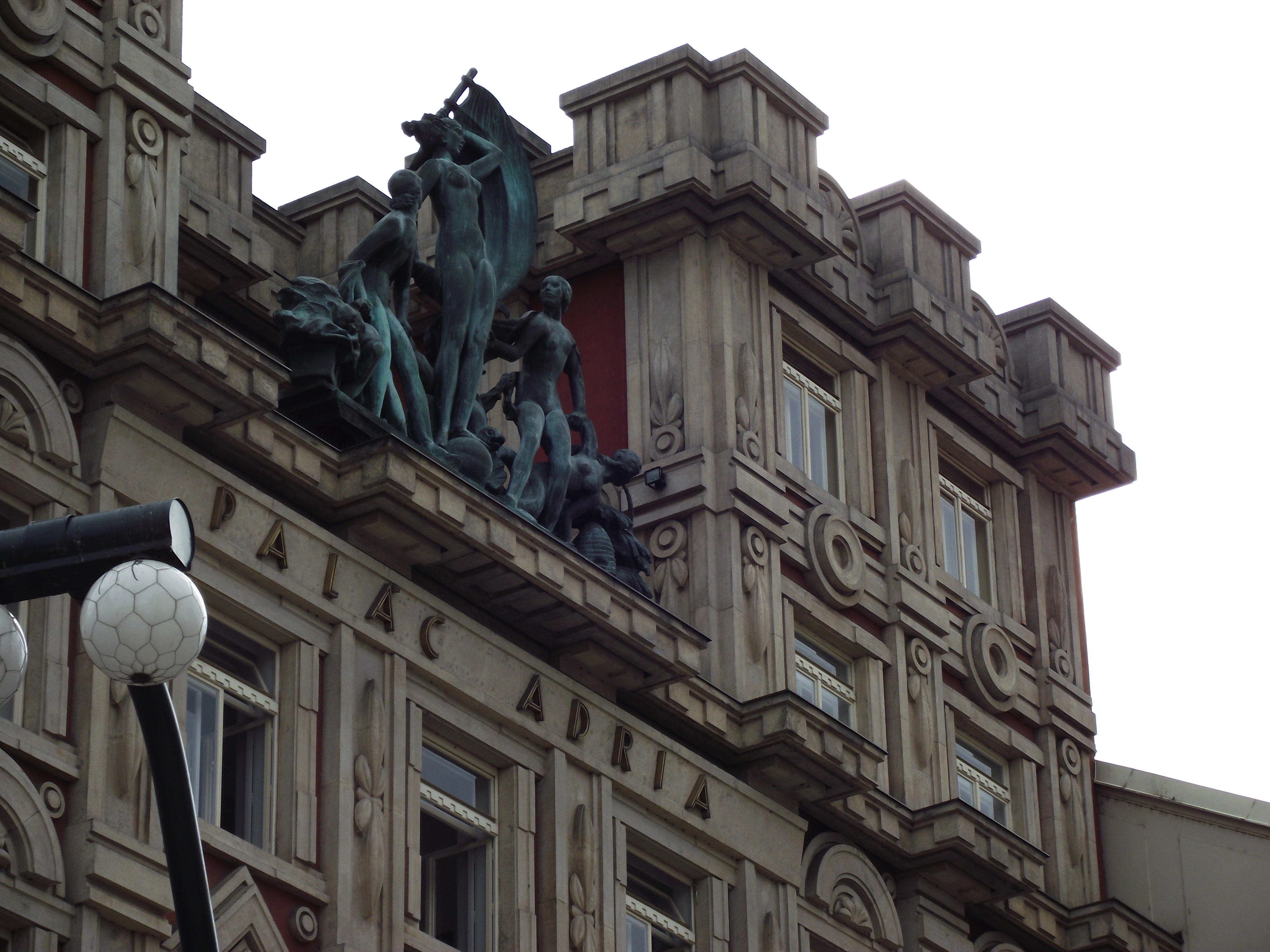
Détail.
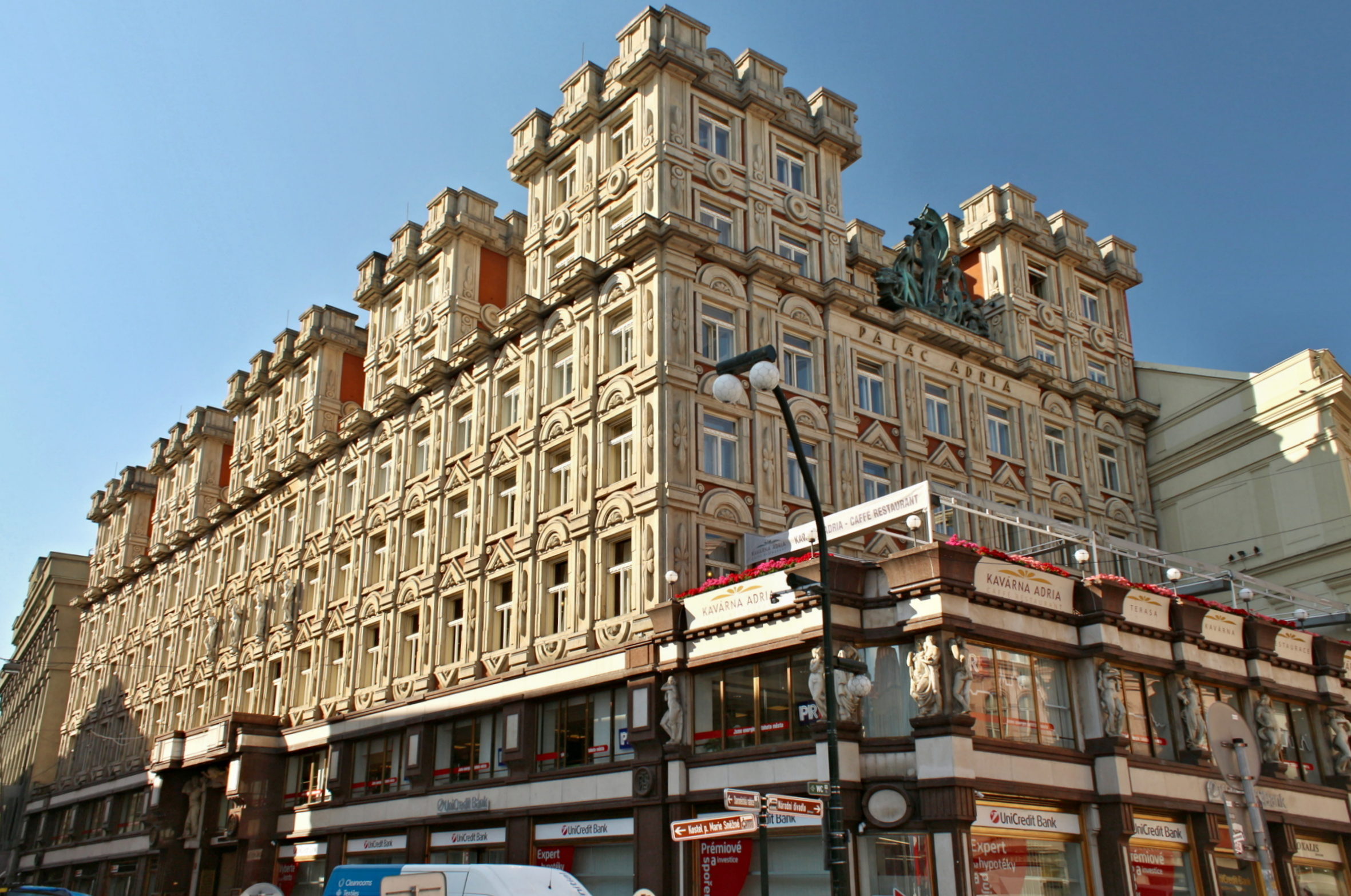
Vue d'ensemble.
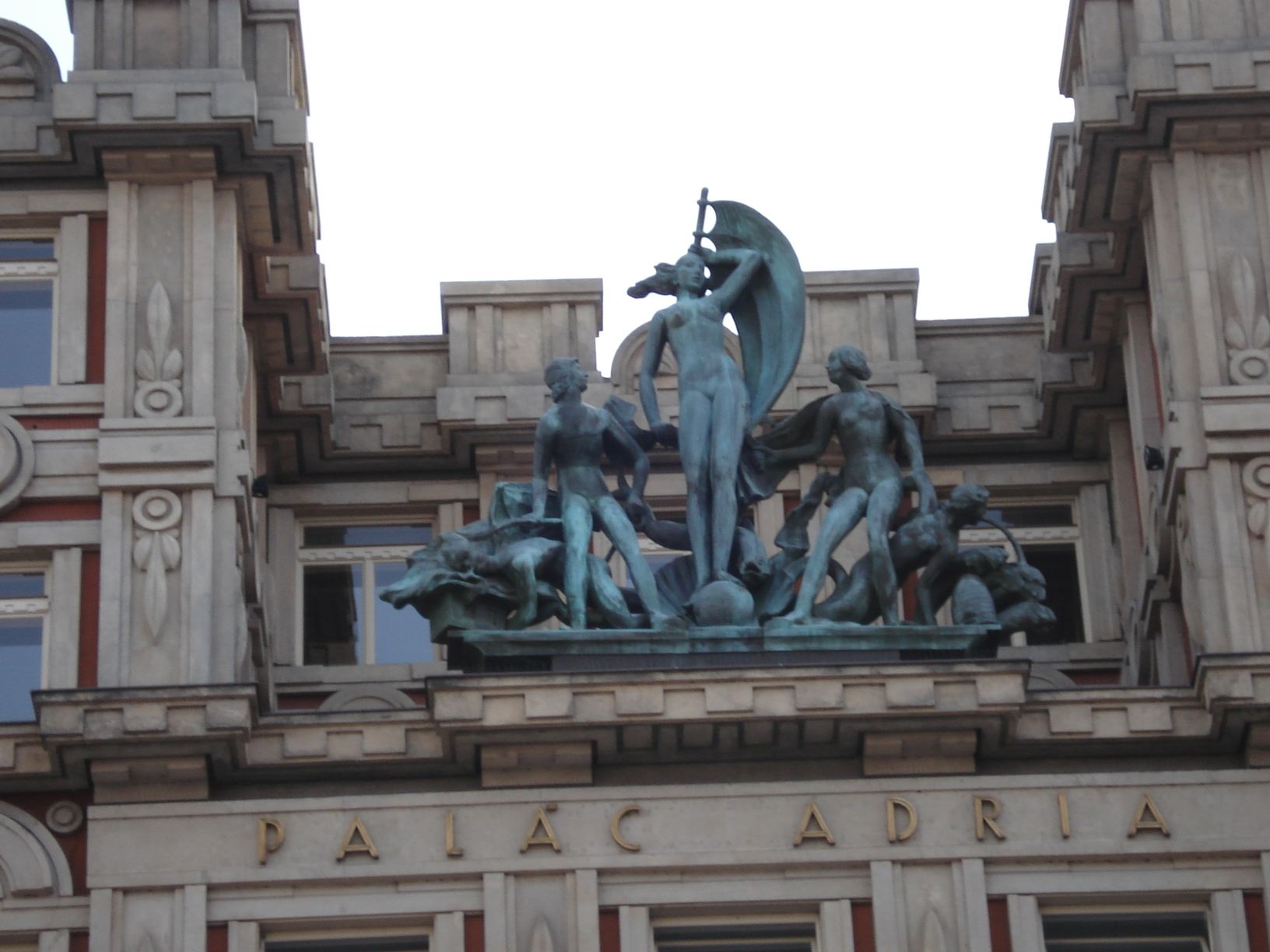
Fronton.